# Càriclo (filla d'Ocèan)
D'acord amb la mitologia grega, Càriclo (en grec antic Χαρικλώ) va ser una nimfa, filla d'Ocèan i de Tetis (però alguns la creuen filla d'Apol·lo).
Es casà amb el centaure Quiró, al qual ajudava en les seues tasques, i fou mare d'Ocírroe. Ella va ser qui va criar Jàson i Aquil·les.
Aquesta Càriclo o una altra, havia estat considerada la mare de l'endeví Tirèsias. Era una de les companyes d'Atena, que sovint la deixava muntar al seu carro. Un dia, quan les dues divinitats es banyaven a la font Hipocrene, a la muntanya de l'Helicó, Tirèsias, que estava caçant per aquelles contrades, va arribar a la font i va veure Atena tota nua. La deessa el va fer tornar cec a l'instant. Quan Càriclo li va retreure la crueltat que havia tingut envers el seu fill, Atena li va dir que tot mortal que veiés un immortal contra la seva voluntat havia de perdre la vista. Per consolar-la va concedir a Tirèsias el do de l'endevinació purificant-li les orelles perquè pogués comprendre el llenguatge dels ocells i li va donar un bastó de sanguinyol amb el que podia moure's tan bé com si tingués vista. A més, li va prometre que després de la seva mort conservaria a l'Hades totes les seves capacitats intel·lectuals, especialment la de profetitzar.